# Poczet
Poczet (letteralmente "seguace" o "recluta" in lingua polacca, Poczty al plurale) costituiva la più piccola unità militare nel Regno di Polonia prima e nella Confederazione Polacco-Lituana poi (XV secolo-XVIII secolo). Gli appartenenti all'unità erano chiamati pocztowy.
Ogni poczet di cavalleria era comandato da un towarzysz: towarzysz husarski per la cavalleria pesante (gli ussari alati) e towarzysz pancerny per la cavalleria media (i pancerni). I vari poczty erano raccolti in una unità più grande chiamata Chorągiew (letteralmente "Stendardo", in pratica uno squadrone). Il sistema rivela chiare analogie con l'ordinamento militare delle lance in uso presso la cavalleria feudale dell'Europa Occidentale. Il poczet era appunto originariamente chiamato kopia, vocabolo che in lingua polacca indica la lancia.
I vari pocztowy erano assistenti e subordinati del towarzysz, in un rapporto abbastanza similare a quello intercorrente in Francia o Germania tra un cavaliere ed un paggio o scudiero. Erano tutti equipaggiati in modo simile a spese del towarzysz.